# Isoglossa paucinervis
Isoglossa paucinervis är en akantusväxtart som beskrevs av I.Darbysh.. Isoglossa paucinervis ingår i släktet Isoglossa och familjen akantusväxter. Inga underarter finns listade i Catalogue of Life.